# بیل میسون
بیل میسون (انگلیسی: Bill Mason؛ 1929 – ۲۹ اکتبر ۱۹۸۸) کارگردان فیلم، نویسنده، طبیعت‌شناس، هنرمند، و قایقران کانو اهل کانادا بود.